# Andrena zostera
Andrena zostera är en biart som beskrevs av Warncke 1975. Andrena zostera ingår i släktet sandbin, och familjen grävbin. Inga underarter finns listade i Catalogue of Life.